# Geranomyia costaricensis
Geranomyia costaricensis är en tvåvingeart som beskrevs av Alexander 1916. Geranomyia costaricensis ingår i släktet Geranomyia och familjen småharkrankar.
Artens utbredningsområde är Costa Rica. Inga underarter finns listade i Catalogue of Life.